# Lista de primeiros-ministros da Eslovénia
A seguinte lista apresenta todos os Primeiros-Ministros da Eslovénia desde a sua independência da Jugoslávia.
|    | Nome                        | Início do mandato       | Fim do mandato          | Partido                    |
| 1  | Lojze Peterle               | 16 de maio de 1990      | 14 de janeiro de 1992   | Democratas Cristãos        |
| 2  | Janez Drnovšek, 1.º mandato | 14 de janeiro de 1992   | 3 de maio de 2000       | Partido Liberal Democrata  |
| 3  | Andrej Bajuk                | 3 de maio de 2000       | 4 de agosto de 2000     | Partido Popular            |
|    | Andrej Bajuk, continuação   | 4 de agosto de 2000     | 17 de novembro de 2000  | Nova Eslovénia             |
|    | Janez Drnovšek, 2.º mandato | 17 de novembro de 2000  | 11 de dezembro de 2002  | Partido Liberal Democrata  |
| 4  | Anton Rop                   | 11 de dezembro de 2002  | 9 de novembro de 2004   | Partido Liberal Democrata  |
| 5  | Janez Janša, 1.º mandato    | 9 de novembro de 2004   | 21 de novembro de 2008  | Partido Democrata          |
| 6  | Borut Pahor                 | 21 de novembro de 2008  | 10 de fevereiro de 2012 | Social-Democratas          |
|    | Janez Janša, 2.º mandato    | 10 de fevereiro de 2012 | 20 de março de 2013     | Partido Democrata          |
| 7  | Alenka Bratušek             | 20 de março de 2013     | 31 de maio de 2014      | Eslovénia Positiva         |
|    | Alenka Bratušek             | 31 de maio de 2014      | 18 de setembro de 2014  | Aliança de Alenka Bratušek |
| 8  | Miro Cerar                  | 18 de setembro de 2014  | 13 de setembro de 2018  | Partido de Miro Cerar      |
| 9  | Marjan Šarec                | 13 de setembro de 2018  | 13 de março de 2020     | Lista de Marjan Šarec      |
|    | Janez Janša, 3.º mandato    | 13 de março de 2020     | 25 de maio de 2022      | Partido Democrata          |
| 10 | Robert Golob                | 25 de maio de 2022      | presente                | Movimento da Liberdade     |